# جوناس أندرسون
جوناس أندرسون (بالسويدية: Jonas Andersson)‏ (و. 1981  م) هو لاعب هوكي الجليد، من السويد، يلعب كمهاجم ‏.

## روابط خارجية
- جوناس أندرسون على موقع دوري الهوكي الوطني (الإنجليزية)
- جوناس أندرسون على موقع قاعة مشاهير الهوكي (لاعب أن.إتش.أل) (الإنجليزية)
- جوناس أندرسون على موقع دوري الهوكي للقارات (الإنجليزية)
- جوناس أندرسون على موقع EliteProspects.com (الإنجليزية)
- جوناس أندرسون على موقع Eurohockey.com (الإنجليزية)
- جوناس أندرسون على موقع HockeyDB.com (الإنجليزية)
- جوناس أندرسون على موقع Hockey-Reference.com (الإنجليزية)